# أليش شوستر
أليش شوستر (بالتشيكية: Aleš Schuster)‏ هو لاعب كرة قدم تشيكي في مركز الدفاع، ولد في 26 أكتوبر 1981 في برنو في التشيك. شارك مع منتخب التشيك تحت 19 سنة لكرة القدم ومنتخب جمهورية التشيك تحت 21 سنة لكرة القدم. أما مع النوادي، فقد لعب مع زبرويوفكا برنو وزمبرو تشيسيناو ونادي داسيا كيشيناو.

## وصلات خارجية
- أليش شوستر على موقع الاتحاد التشيكي (الإنجليزية)
- أليش شوستر على موقع قاعدة بيانات كرة القدم.إي يو (الإنجليزية)
- أليش شوستر على موقع Soccerway.com (الإنجليزية)